# Dereza (żupania pożedzko-slawońska)
Dereza – wieś w Chorwacji, w żupanii pożedzko-slawońskiej, w mieście Pakrac. W 2011 roku liczyła 13 mieszkańców.